# Second Coming (The Stone Roses)
Second Coming è il secondo album in studio del gruppo musicale britannico The Stone Roses, pubblicato il 5 dicembre 1994 dalla Geffen Records.
L'album fu pubblicato cinque anni dopo il disco d'esordio della band e si discosta notevolmente dalle sonorità del primo lavoro in studio del gruppo. Dominato dalle chitarre, è stato paragonato ai dischi dei Led Zeppelin e dei Cream.

## Tracce
Testi e musiche di John Squire, eccetto dove indicato.
1. Breaking into Heaven - 11:21
2. Driving South - 5:09
3. Ten Storey Love Song - 4:29
4. Daybreak - 6:33 (Brown, Mounfield, Squire, Wren)
5. Your Star Will Shine - 2:59
6. Straight To the Man - 3:15
7. Begging You - 4:56 (Brown, Squire)
8. Tightrope - 4:27
9. Good Times - 5:40
10. Tears - 6:50
11. How Do You Sleep - 4:59
12. Love Spreads - 5:46

## Formazione
- Ian Brown - voce
- John Squire - chitarra
- Mani - basso
- Reni - batteria